# C/2002 O4 (Hoenig)
C/2002 O4 (Hoenig) war ein Komet, der im Jahr 2002 nur mit optischen Hilfsmitteln beobachtet werden konnte. Bei seiner Annäherung an die Sonne begann er sich aufzulösen.

## Entdeckung und Beobachtung
Der deutsche Amateurastronom Sebastian F. Hönig aus Dossenheim suchte bereits seit fast 5 Jahren nach Kometen. Am frühen Morgen des 22. Juli 2002 wollte er nur ein wenig mit seinem 25-cm-Teleskop den Himmel beobachten, als er ein schwaches und diffuses Objekt entdeckte. Er hatte keine Sternkarten bei sich und sein Teleskop war nicht exakt ausgerichtet, daher konnte er nur eine ungefähre Position notieren, aber das Objekt schien sich definitiv nach Norden zu bewegen. Er meldete seine Entdeckung einige Stunden später an das Central Bureau for Astronomical Telegrams und bat andere Kometenjäger um Überprüfung seiner Beobachtung. Erst fünf Tage später konnte der Komet durch einen japanischen Amateurastronomen wieder aufgefunden und die Entdeckung offiziell bestätigt werden. Es war dies die erste visuelle Kometenentdeckung in Deutschland seit 1946 (Komet C/1946 K1 (Pajdusakova-Rotbart-Weber)).
Der Komet hatte zum Zeitpunkt seiner Entdeckung eine Helligkeit von etwa 12 mag und war noch etwa 1,5 AE von der Sonne und 0,8 AE von der Erde entfernt. Er war für Beobachter auf der Nordhalbkugel während der ganzen Nacht zu sehen. Die Helligkeit des Kometen nahm zunächst rasch zu bis auf etwa 8 mag, aber ab Mitte August, als der Komet in geringem Abstand von etwa 10° am Polarstern vorbeiging, stieg sie nicht mehr weiter an. Gegen Ende September gab es erste Meldungen darüber, dass der Komet sehr diffus erscheine und Anzeichen von Auflösung zeige.
Nach seinem Vorbeigang an der Sonne wurde er bei 11–12 mag Helligkeit am 5. Oktober wieder aufgefunden. Am 10. Oktober konnte nur noch ein schwacher Rest des Schweifs gefunden werden, vom Kern gab es keine Anzeichen mehr, zwei Tage danach wurde nichts mehr von ihm gesehen. Dieselbe Situation zeigten auch noch weitere Aufnahmen bis Anfang November.
Hönig erhielt im Jahr 2003 gemeinsam mit vier Entdeckern anderer Kometen den Edgar Wilson Award.

## Wissenschaftliche Auswertung
Mit dem 3-m-Teleskop der Infrared Telescope Facility (IRTF) auf dem Mauna Kea wurde Anfang August ein Spektrogramm des Kometen aufgenommen und die Emissionslinien von Silicaten gefunden.
Nach dem beobachteten Verschwinden des Kometen wurde dessen Schicksal sehr intensiv durch Zdenek Sekanina untersucht. Er kam zu folgender Interpretation der Beobachtungsergebnisse:
- Der Komet besaß einen Kern von weniger als 1 km Größe.
- Der Komet erlitt einen Helligkeitsausbruch, der wahrscheinlich den ganzen Kern erfasste, 2–3 Tage vor seiner Entdeckung begann und mindestens 10 Tage, vielleicht 3–4 Wochen anhielt. Dabei wurden im Höhepunkt pro Sekunde etwa 10 t Staub ausgestoßen. Dies könnte verursacht worden sein durch eine Explosion hoch-flüchtiger Substanzen, wie Kohlenstoffmonoxid, aus einem größeren Reservoir im Kern. Insgesamt verlor der Komet in dieser Phase etwa 10–20 Mio. t Staub, ein signifikanter Teil (bis zu 30 %) seiner gesamten Masse.
- Aus der Ausprägung seines Schweifs lässt sich ableiten, dass die aktive Staubproduktion etwa zwischen Anfang Juli und Mitte August lag, also bereits vor seiner Entdeckung begann.
- Die übriggebliebene Masse des Kerns war durch die vorhergehende Explosion so erschüttert, dass er dies nicht überstand. Er war einer fortgesetzten Erosion unterworfen, die dazu führte, dass der Komet in der Nähe seines Perihels in Staub und kleinere Fragmente zerfiel. Aus der Lichtkurve des Kometen lässt sich ableiten, dass die Erosion des Kometenkerns nicht durch die langsame Sublimation von Wassereis verursacht wurde, sondern dass sein Zerfall nahezu spontan erfolgte.
- Diese Annahme wird unterstützt durch die beobachtete schnelle Helligkeitsabnahme, den Verlust an Kondensation des Kerns und die deutlichen nicht-gravitativen Störungen auf die Bewegung des Kometen (wenn der Komet intakt und in einem Ruhezustand geblieben wäre, hätte seine Bewegung eine viel deutlichere Übereinstimmung mit einer rein gravitativen Bewegung besessen).

Alle Anzeichen deuten nach Sekanina demnach darauf hin, dass sich der Komet vollständig aufgelöst hat.

## Umlaufbahn
Für den Kometen konnte aus 1195 Beobachtungsdaten über einen Zeitraum von 58 Tagen eine hyperbolische Umlaufbahn bestimmt werden, die um rund 73° gegen die Ekliptik geneigt ist. Die Bahn des Kometen steht damit steil angestellt zu den Bahnen der Planeten. Im sonnennächsten Punkt (Perihel), den der Komet am 1. Oktober 2002 durchlaufen hat, war er noch etwa 116,1 Mio. km von der Sonne entfernt und befand sich damit im Bereich zwischen den Umlaufbahnen von Venus und Erde.
Auf seinem Weg ins innere Sonnensystem hatte der Komet sich bereits im April 1999 bis auf etwa 13 ⅔ AE dem Uranus und am 7. März 2002 bis auf etwa 0,88 AE der (1) Ceres genähert. Am 10. August erreichte er den geringsten Abstand zur Erde mit etwa 97,2 Mio. km (0,65 AE). Weitere nennenswerte Annäherungen an andere Planeten fanden bis zu seiner Auflösung nicht statt.
Die in der JPL Small-Body Database angegebenen Bahnelemente, die keine nicht-gravitativen Kräfte auf den Kometen berücksichtigen, sind nicht geeignet, die ursprüngliche Bahn des Kometen daraus abzuleiten. Bereits vor seiner Entdeckung hatte der Komet begonnen, massiv Staub auszustoßen, so dass die beobachtete Bahn bis zu seiner endgültigen Auflösung stark durch nicht-gravitative Effekte beeinflusst war. Daher kann auch seine Bahn vor seiner Annäherung an das innere Sonnensystem nicht mit Sicherheit bestimmt werden. Es ist nach Sekanina mit nahezu gleicher Wahrscheinlichkeit möglich, dass er auf einer hyperbolischen Bahn aus dem interstellaren Raum kam, wie dass er auf einer sehr langgestreckten elliptischen Bahn aus der Oortschen Wolke kam.
In einer Untersuchung aus dem Jahr 2020 erstellte M. Królikowska neue Bahnberechnungen, und zwar sowohl rein gravitative als auch nicht-gravitative, bei denen sie jeweils entweder alle Beobachtungsdaten bis zum Perihel oder nur die aus einem eingeschränkten Intervall bis zum 8. September verwendete. Das von ihr präferierte nicht-gravitative Modell „pn“ verwendet 1148 Beobachtungsdaten aus dem eingeschränkten Intervall. Danach bewegte sich der Komet ursprünglich auf einer elliptischen Bahn mit einer Exzentrizität von 0,99981 und einer Großen Halbachse von etwa 4000 AE mit einer Umlaufzeit von 260.000 Jahren. Diese Werte sind aber mit sehr großen Unsicherheiten behaftet. Es handelte sich höchstwahrscheinlich um einen „dynamisch alten“ Kometen, der zuvor bereits in Sonnennähe war.